# فی گاوران
فی گاوران یک ستاره است که در صورت فلکی گاوران قرار دارد.